# Championnats d'Europe de judo 2008
Navigation
Édition précédente Édition suivante
L'édition 2008 des Championnats d'Europe de judo est organisée du 11 au 13 avril 2008 dans le Pavilhão Atlântico de Lisbonne, capitale du Portugal. C'est la toute première fois que le pays accueille cet événement lors duquel 307 concurrents venus de 46 pays, 190 hommes et 117 femmes, se disputent les 56 médailles en jeu. À quatre mois du début des Jeux olympiques d'été de 2008, le tournoi lisboète est l'ultime occasion pour les judokas européens d'engranger des points pour l'obtention des derniers quotas de qualification olympique. Pour la première fois depuis 1996, les Pays-Bas terminent la compétition au premier rang du classement des médailles en devançant la France qui occupait la première place à l'issue des trois précédentes éditions.

## Programme
Le programme des quatorze catégories disputées :
|  | - Vendredi 11 avril : - Moins de 48 kg femmes - Moins de 52 kg femmes - Moins de 57 kg femmes - Moins de 60 kg hommes - Moins de 66 kg hommes - Samedi 12 avril : - Moins de 63 kg femmes - Moins de 70 kg femmes - Moins de 73 kg hommes - Moins de 81 kg hommes | - Dimanche 13 avril : - Moins de 78 kg femmes - Plus de 78 kg femmes - Moins de 90 kg hommes - Moins de 100 kg hommes - Plus de 100 kg hommes |  |

## Podiums

### Femmes
| Épreuve                           | Médaille d'or                 | Médaille d'argent         | Médailles de bronze                              |
| Moins de 48 kg poids super-légers | Alina Alexandra Dumitru (ROU) | Frédérique Jossinet (FRA) | Éva Csernoviczki (HUN) Ana Hormigo (POR)         |
| Moins de 52 kg poids mi-légers    | Ana Carrascosa (ESP)          | Romy Tarangul (GER)       | Ioana-Maria Aluas Dinea (ROU) Petra Nareks (SVN) |
| Moins de 57 kg poids légers       | Sabrina Filzmoser (AUT)       | Isabel Fernandez (ESP)    | Barbara Harel (FRA) Kifayat Gasimova (AZE)       |
| Moins de 63 kg poids mi-moyens    | Lucie Décosse (FRA)           | Claudia Malzahn (GER)     | Urška Žolnir (SVN) Alice Schlesinger (ISR)       |
| Moins de 70 kg poids moyens       | Ylenia Scapin (ITA)           | Leire Iglesias (ESP)      | Gévrise Émane (FRA) Kerstin Thiele (GER)         |
| Moins de 78 kg poids mi-lourds    | Heide Wollert (GER)           | Vera Moskalyuk (RUS)      | Yahima Ramirez (POR) Esther San Miguel (ESP)     |
| Plus de 78 kg poids lourds        | Anne-Sophie Mondière (FRA)    | Tea Dongouzachvili (RUS)  | Franziska Konitz (GER) Lucija Polavder (SVN)     |

### Hommes
| Épreuve                           | Médaille d'or           | Médaille d'argent         | Médailles de bronze                                |
| Moins de 60 kg poids super-légers | Ludwig Paischer (AUT)   | Ruben Houkes (NED)        | Nestor Khergiani (GEO) Lavrentis Alexanidis (GRE)  |
| Moins de 66 kg poids mi-légers    | Zaza Kedelashvili (GEO) | Miklos Ungvari (HUN)      | Alim Gadanov (RUS) Pedro Dias (POR)                |
| Moins de 73 kg poids légers       | Dirk Van Tichelt (BEL)  | Kioshi Uematsu (ESP)      | David Kevkhishvili (GEO) Akos Braun (HUN)          |
| Moins de 81 kg poids mi-moyens    | João Neto (POR)         | Guillaume Elmont (NED)    | Mikalai Barkouski (BLR) Giuseppe Maddaloni (ITA)   |
| Moins de 90 kg poids moyens       | Mark Huizinga (NED)     | Elkhan Mammadov (AZE)     | Andrei Kazusionak (BLR) Irakli Tsirekidze (GEO)    |
| Moins de 100 kg poids mi-lourds   | Henk Grol (NED)         | Premyslaw Matyaszek (POL) | Benjamin Behrla (GER) Ariel Zeevi (ISR)            |
| Plus de 100 kg poids lourds       | Tamerlan Tmenov (RUS)   | Paolo Bianchessi (ITA)    | Pierre-Alexandre Robin (FRA) Yevgen Sotnikov (UKR) |

## Tableau des médailles
| Rang              | Nation            | Or | Argent | Bronze | Total |
| ----------------- | ----------------- | -- | ------ | ------ | ----- |
| 1                 | Pays-Bas          | 2  | 2      | 0      | 4     |
| 2                 | France            | 2  | 1      | 3      | 6     |
| 3                 | Autriche          | 2  | 0      | 0      | 2     |
| 4                 | Espagne           | 1  | 3      | 1      | 5     |
| 5                 | Allemagne         | 1  | 2      | 3      | 6     |
| 6                 | Russie            | 1  | 2      | 1      | 4     |
| 7                 | Italie            | 1  | 1      | 1      | 3     |
| 8                 | Géorgie           | 1  | 0      | 3      | 4     |
| 8                 | Portugal          | 1  | 0      | 3      | 4     |
| 10                | Roumanie          | 1  | 0      | 1      | 2     |
| 11                | Belgique          | 1  | 0      | 0      | 1     |
| 12                | Hongrie           | 0  | 1      | 2      | 3     |
| 13                | Azerbaïdjan       | 0  | 1      | 1      | 2     |
| 14                | Pologne           | 0  | 1      | 0      | 1     |
| 15                | Slovénie          | 0  | 0      | 3      | 3     |
| 16                | Biélorussie       | 0  | 0      | 2      | 2     |
| 16                | Israël            | 0  | 0      | 2      | 2     |
| 18                | Grèce             | 0  | 0      | 1      | 1     |
| 18                | Ukraine           | 0  | 0      | 1      | 1     |
| 19 pays médaillés | 19 pays médaillés | 14 | 14     | 28     | 56    |